# Tsepina
La ville-forteresse de Tsepina (en bulgare : Цепина, translittération internationale Cepina) est un site médiéval de Bulgarie, situé à 6 km au nord-ouest du village de Dorkovo, à 18 km à l’est de la ville de Velingrad, dans la partie occidentale des Rhodopes, dans l'oblast de Pazardžik, obština de Velingrad. La forteresse, aujourd’hui en ruines, a été construite sur un sommet conique portant le même nom, dont l’altitude atteint 1 136 km.

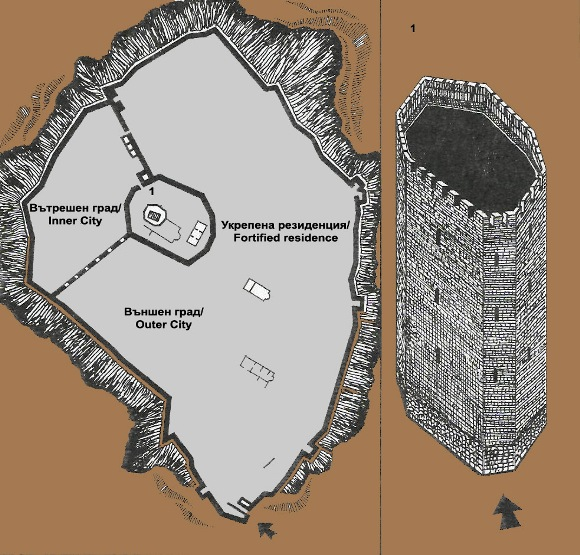
Plan de la forteresse de Cepina (avec l'aimable autorisation du site Bulgarian castles)

Les murailles extérieures délimitent un espace de 25 000 m2, et à l’emplacement le plus élevé a été édifié un château fort médiéval occupant une surface de 1 500 m2. Les murailles conservées atteignent une hauteur de 6 m et une épaisseur de 3 m. Les vestiges de trois églises ainsi que de quatre citernes d’une profondeur maximale de 10 m ont été découverts. Au pied de la forteresse se trouve un chalet ainsi qu’une exposition présentant des objets issus des fouilles. 

## Histoire
Elle fut intégrée dans les limites de l’État bulgare au milieu du IXe siècle. Au XIe siècle, elle fut conquise par les troupes byzantines, mais à l’époque du tsar Jean Kalojan (1197-1207), la forteresse de Cepina fut reprise par l’État bulgare. Quand Kalojan installa son neveu Aleksij Slav comme gouverneur des Rhodopes, Cepina devint le siège du despote. Après l’assassinat du tsar en 1207, Aleksij Slav se déclara indépendant. 
Dans les années 1246-1254, Cepina fut une possession de l’empereur grec de Nicée Jean III Doukas Vatatzès, mais le tsar bulgare Michel II Asen parvint à lui reprendre la forteresse. Probablement en 1373, elle fut conquise par les Ottomans après un siège de neuf mois, après que les assaillants eurent interrompu l’approvisionnement en eau. Elle fut ensuite abandonnée par ses habitants.

## Archéologie
Les recherches archéologiques réalisées dans la région indiquent qu’au cours du Premier âge du fer se trouvait à cet endroit un village thrace qui a continué à exister à l’époque romaine et pendant l’Antiquité tardive. On a retrouvé les vestiges d’une basilique à trois nefs datant des débuts de la chrétienté (Ve et VIe siècles) qui fut transformée en église à nef unique à l’époque du premier royaume bulgare.
On a également découvert sur le site un grand nombre d’habitations datant de la deuxième moitié du Ier millénaire apr. J.-C. Il s’agit de bâtiments de forme carrée, dont la partie inférieure est faite de pierres réunies par du torchis et à la superstructure en adobes, recouverts de constructions en bois et de briques (tegulae et imbrices). La plupart de ces habitations sont composées d’une seule pièce, certaines sont réunies entre elles par des corridors. Elles ont été construites l’une à côté de l’autre, sans cour, en laissant cependant un passage libre entre elles.
Au Moyen Âge, la forteresse était composée de deux parties : le noyau urbain fortifié (citadelle) et la ville basse à l’extérieur des fortifications (suburbium). La ville basse, également appelée polis par les chroniqueurs byzantins, se trouvait au pied de la forteresse. C’est là que se trouvaient les habitations de la population. Cette partie du site n’a pas été fouillée jusqu’à présent, à l’exception d’une église. En effet, les fouilles se sont concentrées sur la forteresse proprement dite. On a découvert le tracé des murailles extérieures du noyau urbain, d’une longueur de 640 m et d’une épaisseur de 1,8 m. Elles délimitaient une basse cour de 25 000 m2, par laquelle on pénétrait par une unique porte située dans la partie sud-est. À l’angle sud-est se trouvait une tour de forme polygonale irrégulière. Les murailles sont renforcées par cinq contreforts.
L’espace de la partie la plus élevée, naturellement protégée du noyau urbain a été entouré de murs d’une longueur totale de 142 m, d’une épaisseur d’1,8 m, qui constituent la forteresse intérieure. La citadelle a une forme polygonale, adaptée au terrain. Ses murs sont construits en opus caementicium. Dans cet ensemble fortifié de façon indépendante, qui était probablement le siège du seigneur, se trouvent les deux plus importantes citernes. Sur l’une d’entre elles, de forme rectangulaire à l’intérieur et octogonale à l’extérieur, s’élevait probablement une tour polygonale, un donjon semblable aux tours intérieures. 
La partie ouest de la forteresse intérieure est reliée à la muraille ouest par un mur transversal. Deux tours carrées se trouvaient côté sud. De la même époque datent deux églises ainsi que deux autres citernes se trouvant dans la partie sud de la forteresse.
Les recherches sur le site ont été facilitées par les nombreuses informations données par les sources byzantines concernant l’histoire de la Bulgarie. Les premières fouilles archéologiques ont été réalisées à la fin du XIXe siècle par le linguiste et historien russe Polihronij Agapievič Sirku (Sirko, Sirkov, 1855-1905). Plus tard, les recherches furent notamment réalisées par l’archéologue croato-bosniaque Stefan Verkovič (1821-1893), par l’écrivain et ethnographe bulgare Hristo Popkonstantinov (1858-1899) et l’archéologue bulgare Dimitǎr Cončev (1896-1962).

## Sources
(bg) Стефан Захариев, Географико - историко - статистическо описание на Татар-Пазарджишката кааза, Виена, 1870 (Фототипно издание с коментар. София, 1973) [Stefan Zahariev, Geografiko-istoriko-statističesko opisanie na Tatar-Pazardžiškata kaaza = Description géographique, historique et statistique de la kaaza de Tatar-Pazardžik, Vienne, 1870 - édition reprographiée et commentée, Sofia 1973 - fichier DjVu] (site consulté le 22 février 2009).